# Gare de Tuomarila
La gare de Tuomarila (en finnois : Tuomarilan rautatieasema) est une gare ferroviaire située dans la section Tuomarila du quartier de Espoon keskus à Espoo en Finlande.